# Tour Championship (snooker)
Il Tour Championship è un torneo professionistico di snooker, valido per il Ranking, che si è disputato nel 2019 e nel 2022 a Llandudno, nel 2020 a Milton Keynes, in Inghilterra e nel 2021 a Newport, in Galles.

## Regolamento
Per partecipare i giocatori devono essere classificati tra i primi 8 nella classifica che comprende solo i punti accumulati dal primo torneo della stagione a quello che precede questo senza considerare i Non-Ranking.

## Storia
Divenuto sede dell'ultimo torneo della Coral Cup nel 2019, il Tour Championship assomiglia molto al Campionato mondiale dato il format delle partite, con finale al meglio dei 25 frames (19 nel 2020), che si disputa in due giorni.
Nella prima edizione vince Ronnie O'Sullivan che, battendo 13-11 Neil Robertson, conquista il suo 36º titolo Ranking in carriera eguagliando il record di Stephen Hendry.
L'edizione 2020, inizialmente programmata dal 17 al 22 marzo, viene posticipata prima a luglio e poi a giugno, a causa della pandemia di COVID-19; inoltre, in un comunicato del World Snooker Tour, del 5 giugno, viene annunciato un cambio di sede alla Marshall Arena di Milton Keynes, in Inghilterra, che, tuttavia, precederà un nuovo ritorno alla Venue Cymru di Llandudno, in Galles. Solo per quest'annata, viene modificato anche il format di gioco, il quale ha previsto un solo tavolo in sala, anziché due, e una riduzione dei frames per le semifinali (17 al posto di 19) e per la finale (19 al posto di 25), nella quale sono state disputate solo due sessioni (pomeriggio e sera del 26 giugno), e non più tre.

## Albo d'oro
| Edizione | Vincitore         | Finalista         | Risultato | Stagione  | Città         | Impianto            | Tipologia | Note  |
| -------- | ----------------- | ----------------- | --------- | --------- | ------------- | ------------------- | --------- | ----- |
| 2019     | Ronnie O'Sullivan | Neil Robertson    | 13 - 11   | 2018-2019 | Llandudno     | Venue Cymru         | Ranking   | [ 2 ] |
| 2020     | Stephen Maguire   | Mark Allen        | 10 - 6    | 2019-2020 | Milton Keynes | Marshall Arena      | Ranking   | [ 4 ] |
| 2021     | Neil Robertson    | Ronnie O'Sullivan | 10 - 4    | 2020-2021 | Newport       | Celtic Manor Resort | Ranking   | [ 5 ] |
| 2022     | Neil Robertson    | John Higgins      | 10 - 9    | 2021-2022 | Llandudno     | Venue Cymru         | Ranking   | [ 6 ] |
| 2023     | Shaun Murphy      | Kyren Wilson      | 10 – 7    | 2022-2023 | Hull          | Bonus Arena         | Ranking   | [ 7 ] |

## Statistiche

### Finalisti
| Giocatore         | Vittorie | Finali perse | Totale |
| ----------------- | -------- | ------------ | ------ |
| Neil Robertson    | 2        | 1            | 3      |
| Ronnie O'Sullivan | 1        | 1            | 2      |
| Stephen Maguire   | 1        | 0            | 1      |
| Shaun Murphy      | 1        | 0            | 1      |
| Mark Allen        | 0        | 1            | 1      |
| John Higgins      | 0        | 1            | 1      |
| Kyren Wilson      | 0        | 1            | 1      |

### Finalisti per nazione
| Nazione          | Vittorie | Finali perse | Totale |
| ---------------- | -------- | ------------ | ------ |
| Inghilterra      | 2        | 2            | 4      |
| Australia        | 2        | 1            | 3      |
| Scozia           | 1        | 1            | 2      |
| Irlanda del Nord | 0        | 1            | 1      |

- Vincitore più giovane: Stephen Maguire (39 anni, 2020), Neil Robertson (39 anni, 2021)
- Vincitore più anziano: Ronnie O'Sullivan (44 anni, 2019)

### Century break
| Edizione | Century break | Miglior break         |
| -------- | ------------- | --------------------- |
| 2019     | 22            | Neil Robertson (135)  |
| 2020     | 22            | Stephen Maguire (139) |
| 2021     | 23            | Barry Hawkins (138)   |
| 2022     | 33            | Judd Trump (140)      |

### Montepremi
| Edizione | Montepremi |
| -------- | ---------- |
| 2019     | £375000    |
| 2020     | £380000    |
| 2021     | £380000    |
| 2022     | £380000    |

### Sponsor
| Edizione | Sponsor |
| -------- | ------- |
| 2019     | Coral   |
| 2020     | Coral   |
| 2021     | Cazoo   |
| 2022     | Cazoo   |